# Malaconothrus kiiensis
Malaconothrus kiiensis är en kvalsterart som beskrevs av Yamamoto 1996. Malaconothrus kiiensis ingår i släktet Malaconothrus och familjen Malaconothridae. Inga underarter finns listade i Catalogue of Life.